# Udeoides
Udeoides is een geslacht van vlinders uit de familie van de grasmotten (Crambidae), uit de onderfamilie van de Spilomelinae. De wetenschappelijke naam van dit geslacht is voor het eerst voorgesteld door Koen Maes in een publicatie uit 2006. De soorten binnen dit geslacht komen voor in tropisch Afrika.

## Soorten
- U. bonakandaiensis Maes, 2006
- U. invaginalis Maes, 2019
- U. muscosalis (Hampson, 1913)
- U. nigribasalis (Hampson, 1913)
- U. nolalis (C. Felder, R. Felder & Rogenhofer, 1875)
- U. viridis Maes, 2006